# Jules Reiset
Pour les articles homonymes, voir Reiset.
Pour les autres membres de la famille, voir Famille de Reiset.
Jules de Reiset (6 octobre 1818 à Rouen - 5 février 1896 à Paris) est un chimiste agronome et homme politique français. Il fut membre de l'Académie des Sciences.

## Biographie
Fils de Jacques de Reiset, neveu de Marie-Antoine de Reiset et frère de Frédéric et Gustave de Reiset, il est maire d'Anneville-sur-Scie et conseiller général de la Seine-Inférieure, lorsqu'il est élu, en remplacement de La Bédoyère, le 11 décembre 1859, député de la Seine-Inférieure au Corps législatif, par 15 344 voix (26 329 votants, 34 421 inscrits), contre 9 266 à Buisson et 1 668 à Bobée. Il prend place dans les rangs de la majorité dynastique, avec laquelle il vote jusqu'aux élections de 1863 ; il se retire alors de la vie politique.
Il épousa Juliette Le Bègue de Germiny, fille de Charles Lebègue de Germiny, ministre des finances et gouverneur de la Banque de France.
Il sauve le château d'Arques-la-Bataille d'une destruction complète en en devenant le propriétaire. Le 21 août 1853, il y reçoit l'empereur Napoléon III.
En 1848, il réalise des expériences sur la composition du lait.
Il est nommé chevalier de la Légion d'honneur en 1851 puis officier en 1868. Il est commandeur de l'ordre de Saint-Grégoire-le-Grand.
Il démissionne du conseil général en 1878 pour raisons de santé.

## Concentration en CO2dans l'atmosphère
Après quelques décennies durant lesquelles les données concernant la concentration en CO2 dans l'atmosphère étaient trop hétérogènes, il entreprit de collecter des données beaucoup plus fiables. Entre 1872 et 1879, il collecta de nombreuses données près de Dieppe, ce qui lui permit de proposer une concentration moyenne en dioxyde de carbone de 294 ppm,.
La régularité de ces données, ainsi que la présence d'une saisonnalité apparente, ont permis à Guy Stewart Callendar et Charles Keeling d'utiliser ses mesures pour confirmer leurs premières courbes montrant l'évolution de la concentration en CO2 et son lien avec l'activité humaine,.

## Publications
- Eugène Millon, Jérôme Nickles et Jules Reiset, Annuaire de chimie : comprenant les applications de cette science à la médecine et à la pharmacie, 1851

## Distinctions
- Officier de la Légion d'honneur (1868)
- Commandeur de l'ordre de Saint-Grégoire-le-Grand

## Sources
1. ↑  Né dans la maison de campagne de son père, située descente de Bapeaume.
2. ↑  « Reiset (Jules de) », dans Pierre Larousse, Grand dictionnaire universel du XIXe siècle, Paris, Administration du grand dictionnaire universel, 15 vol., 1863-1890 [détail des éditions].
3. ↑  Journal de Rouen, 22 août 1853.
4. ↑  « Nouvelles expériences sur la composition du lait », Journal de Rouen, 24 novembre 1848.
5. ↑  « Cote LH/2288/84 », base Léonore, ministère français de la Culture
6. ↑  Reiset, J., « Recherches sur la proportion de l'acide carbonique dans l'air », Annales de Chimie et Physique, Série 5 Tome 26,‎ 1882 (lire en ligne)
7. ↑  Reiset, J., « Recherches sur la proportion de l'acide carbonique dans l'air », Comptes rendus hebdomadaire des séances de l'académie des sciences,‎ 1879
8. ↑  (en) G. S. Callendar, « On the Amount of Carbon Dioxide in the Atmosphere », Tellus, vol. 10, no 2,‎ mai 1958, p. 243–248 (ISSN 0040-2826 et 2153-3490, DOI 10.1111/j.2153-3490.1958.tb02009.x, lire en ligne, consulté le 23 juin 2020)
9. ↑  (en) ERIC FROM et CHARLES D. KEELING, « Reassessment of late 19th century atmospheric carbon dioxide variations in the air of western Europe and the British Isles based on an unpublished analysis of contemporary air masses by G. S. Callendar », Tellus B, vol. 38B, no 2,‎ avril 1986, p. 87–105 (ISSN 0280-6509 et 1600-0889, DOI 10.1111/j.1600-0889.1986.tb00092.x, lire en ligne, consulté le 23 juin 2020)